# Хенрих Хондиус II
Хенрих Хондиус II (лат. Henricus Hondius I; 1597[…], Амстердам, графство Голландия — 16 августа 1651, Амстердам, графство Голландия) — голландский гравёр, картограф и издатель.

## Биография
Родился в Амстердаме в семье известного картографа Йодока Хондия, который начал картографический бизнес в городе. Хенрик всю жизнь прожил в Амстердаме и умер в 1651 году.
Работая со своим отцом, Хенрик сыграл важную роль в расширении и переиздании атласа Меркатора, впервые опубликованного в 1595 году и переизданного И.Хондием в 1606 году. Атлас содержал 147  карт., в 1607 году вышло издание на латинском языке, в 1609 — на французском. После смерти отца двое его сыновей, унаследовавшие издательство, продолжали издавать атлас под именем Йодокуса Хондия до 1620 года, после этого карты из атласа Меркатора публиковались под именем Хенрика Хондиуса. В 1629 году, незадолго до своей смерти, Йодокус Хондиус-младший продал гравировальные пластины Виллему Янсу Блау. По крайней мере 34 пластины перешли в руки конкурента, занимавшегося картографической деятельностью и основателя известного амстердамского издательства. Хенрик Хондий заключил деловые партнёрские отношения со своим зятем Яном Янсоном и в сотрудничестве с ним продолжая расширять и публиковать атлас Меркатора, который стал известен как атлас Меркатора-Хондиуса-Янссониуса. В XVII веке вышло около пятидесяти изданий атласа Меркатора на различных европейских языках.

## Издательская деятельность
- Atlas sive cosmographicae meditationes de fabrica mundi et fabricati figura. (Amsterdam, 1630). Атлас содержит от 164 до 180 гравированных карт. Это было первое издание, в котором использовались новые гравированные пластины, большая часть которых была выгравирована Питером ван ден Киром для Йоханнеса Клоппенбурга. Этот атлас также отличается тем, что является первым атласом, в котором представлена карта, показывающая часть береговой линии Австралии.[5]
- Atlas Novus (Х. Хондиус и Янссониус, Амстердам, 1638 г.) — 3-томный атлас c 316 картами. Первое издание «Нового атласа».[6]

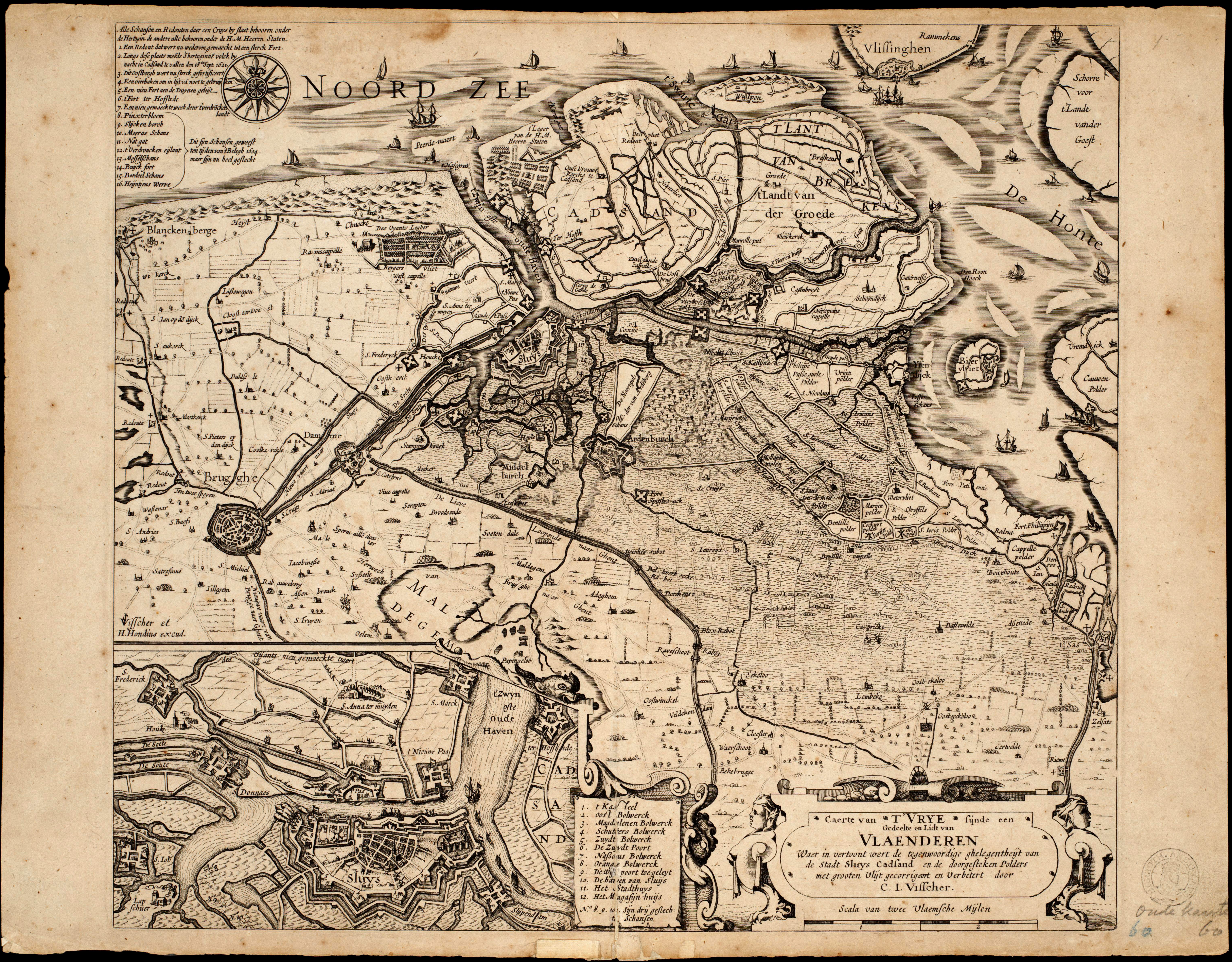
1622 Oostelijk Zeeuws Vlaanderen
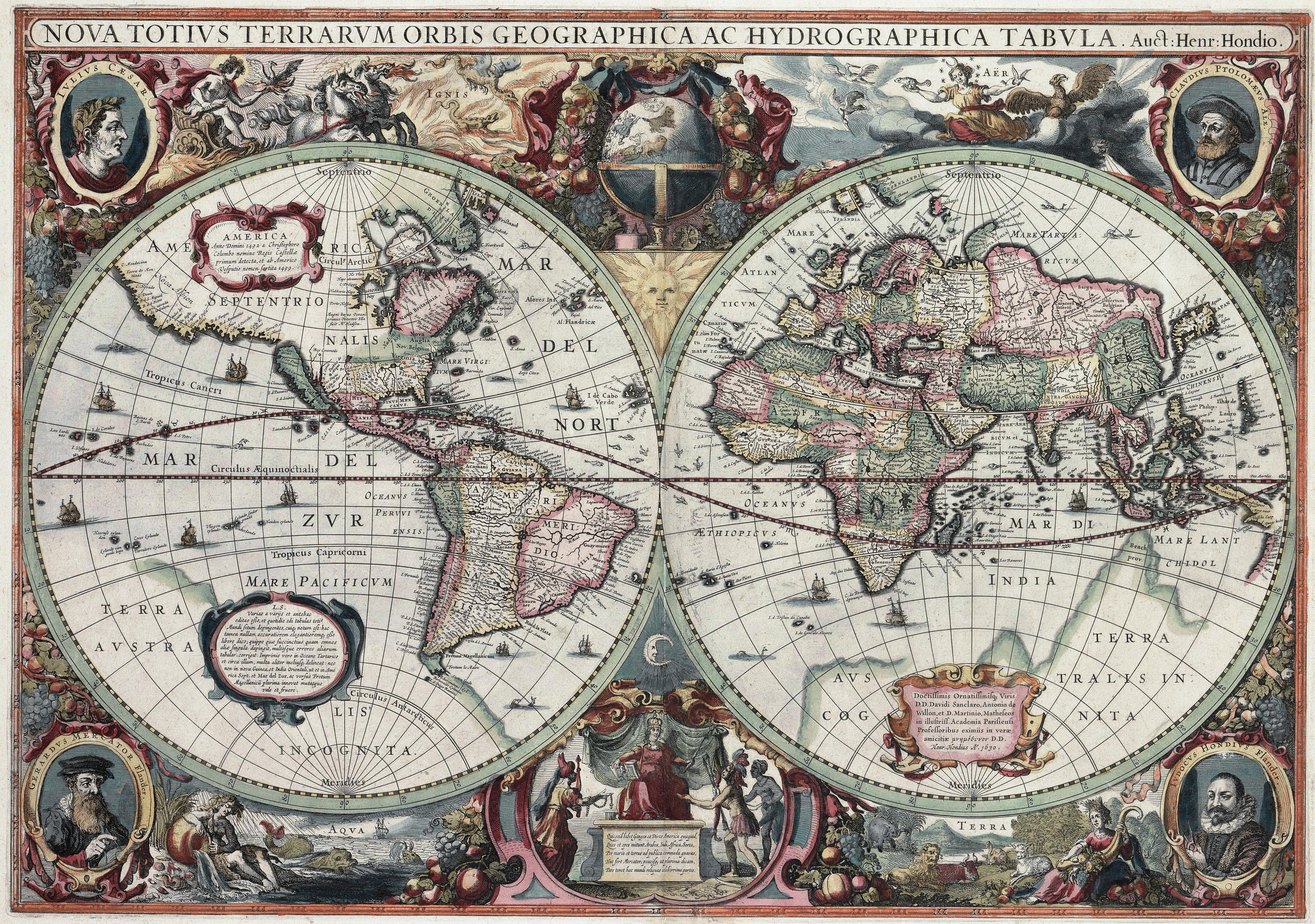
Карта мира 1630 года, Nova Totius Terrarum Orbis Geographica ac Hydrographica Tabula
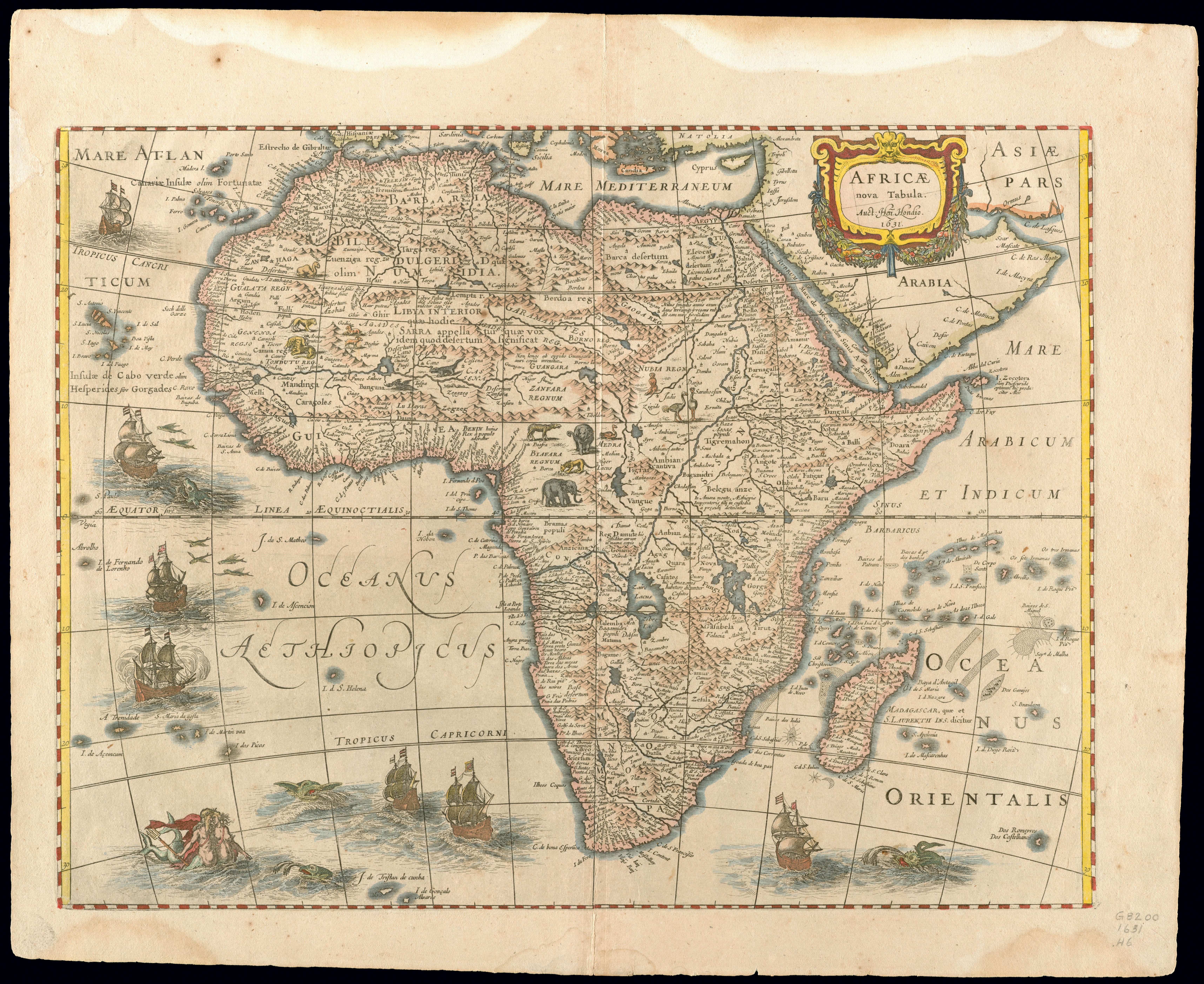
1631 Африка
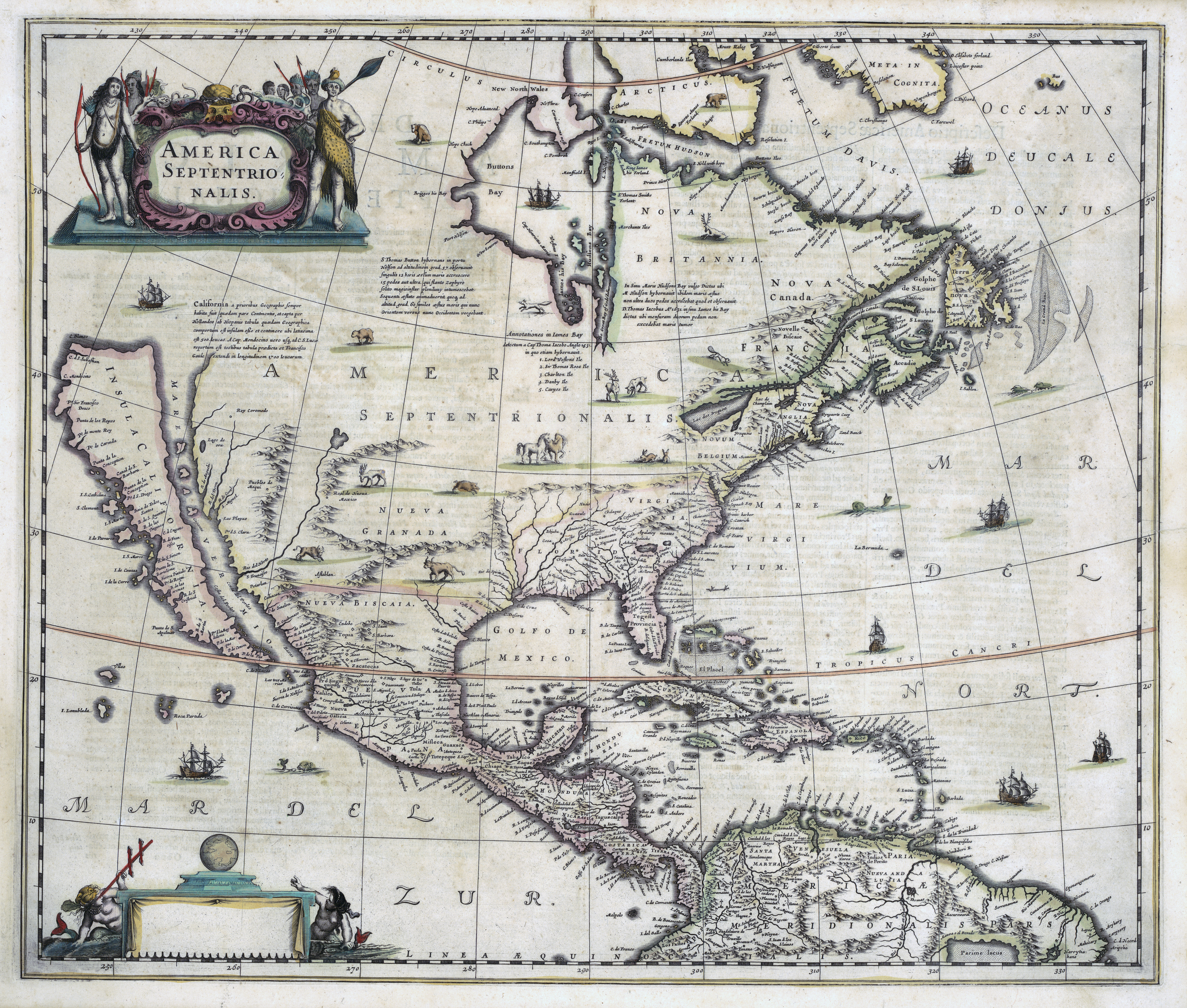
1636 Северная Америка
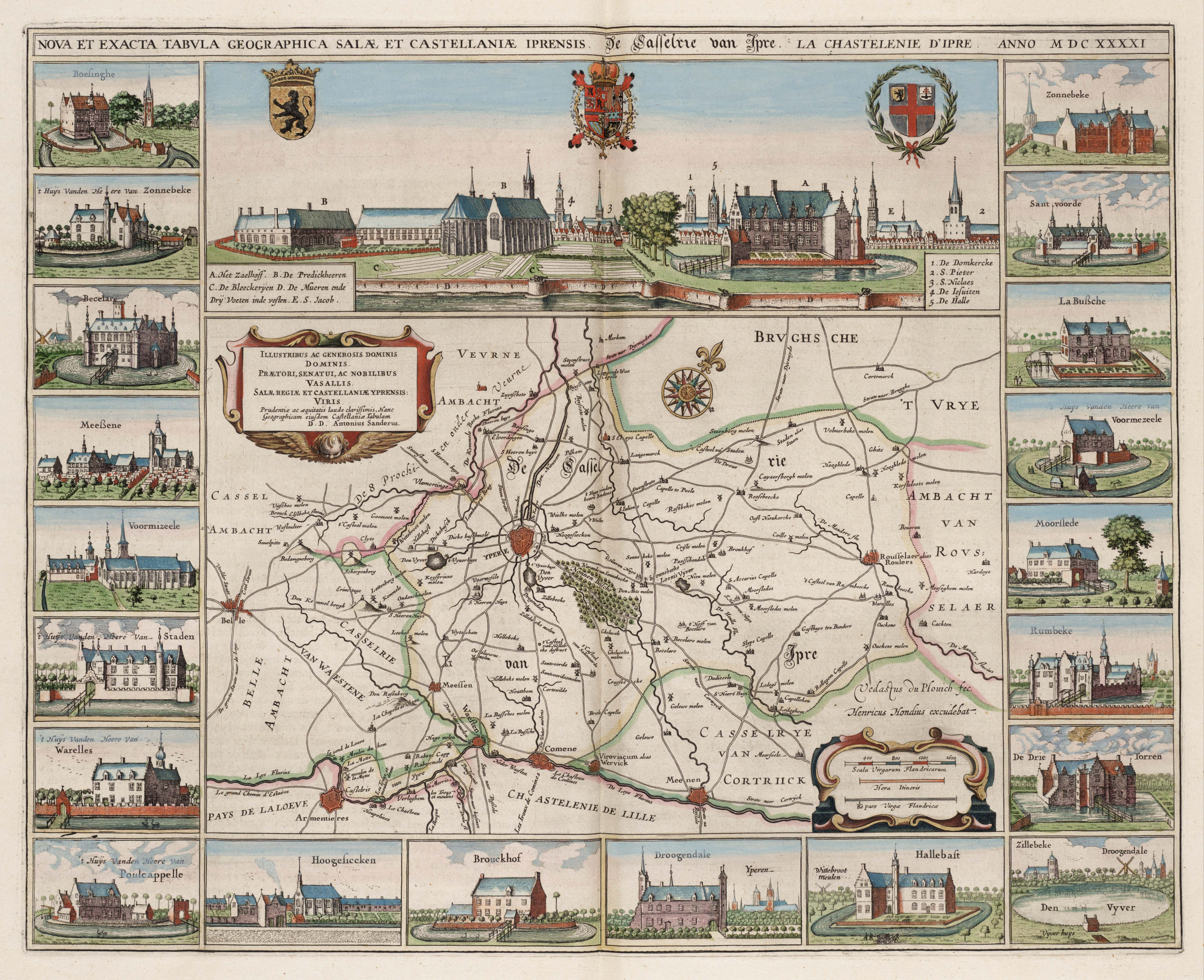
1641 Нова и.. Ипренсис
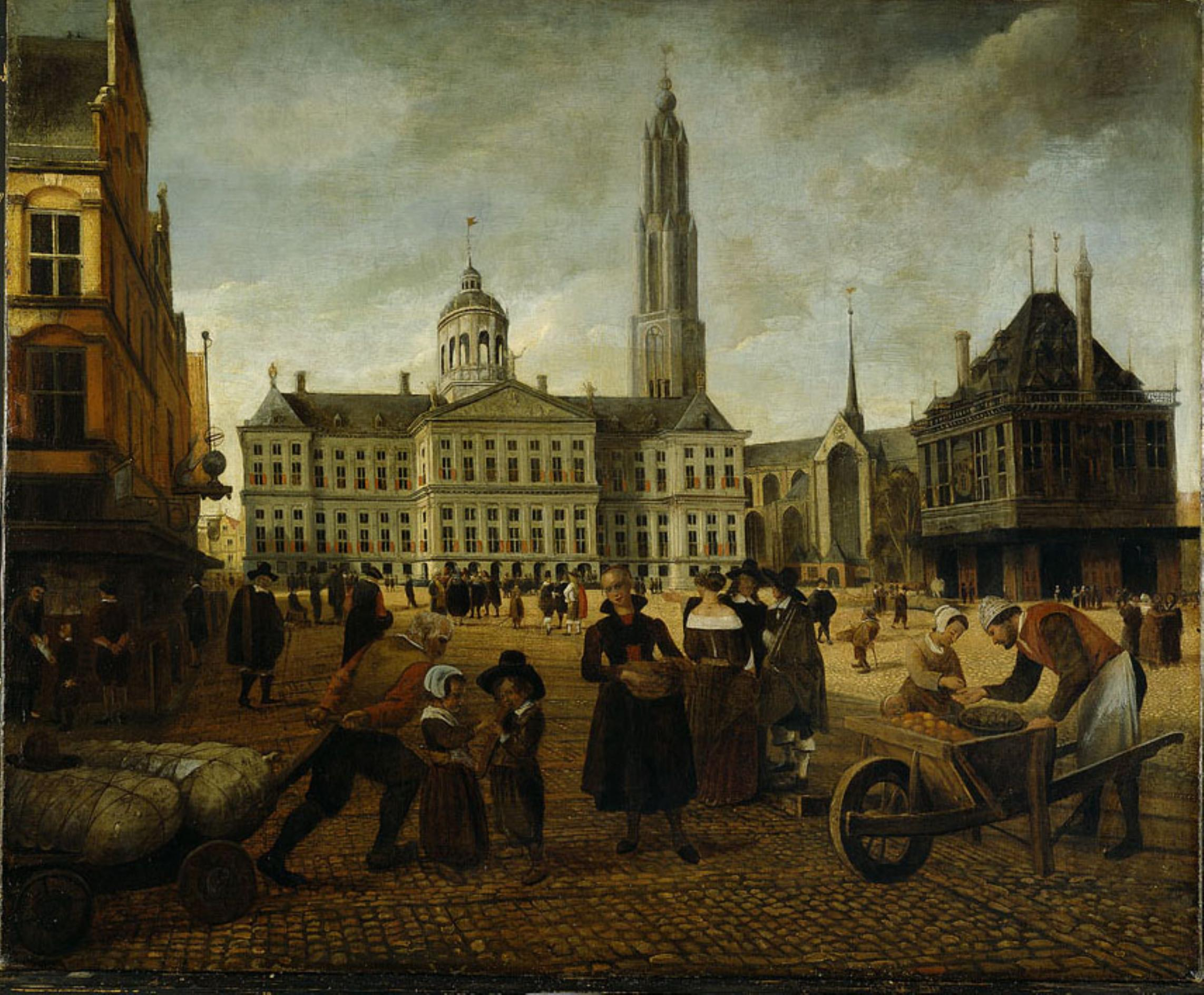
Книжный магазин: Wakkere Hond
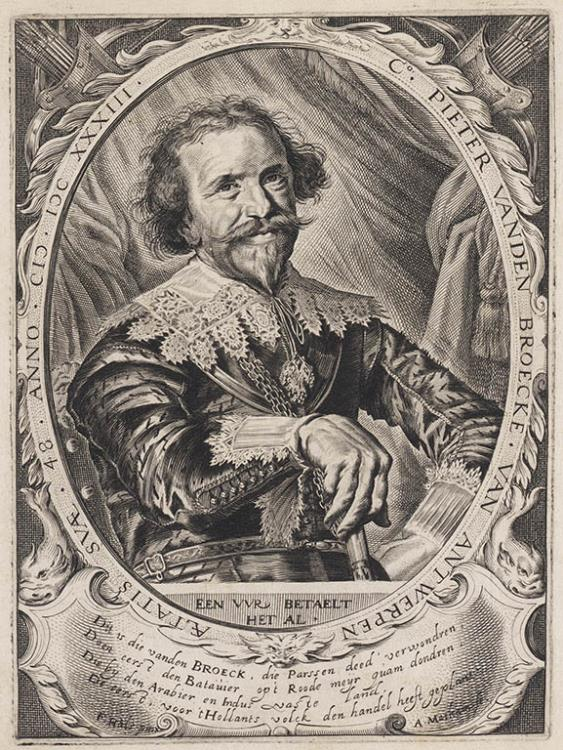
Питер ван ден Броке.
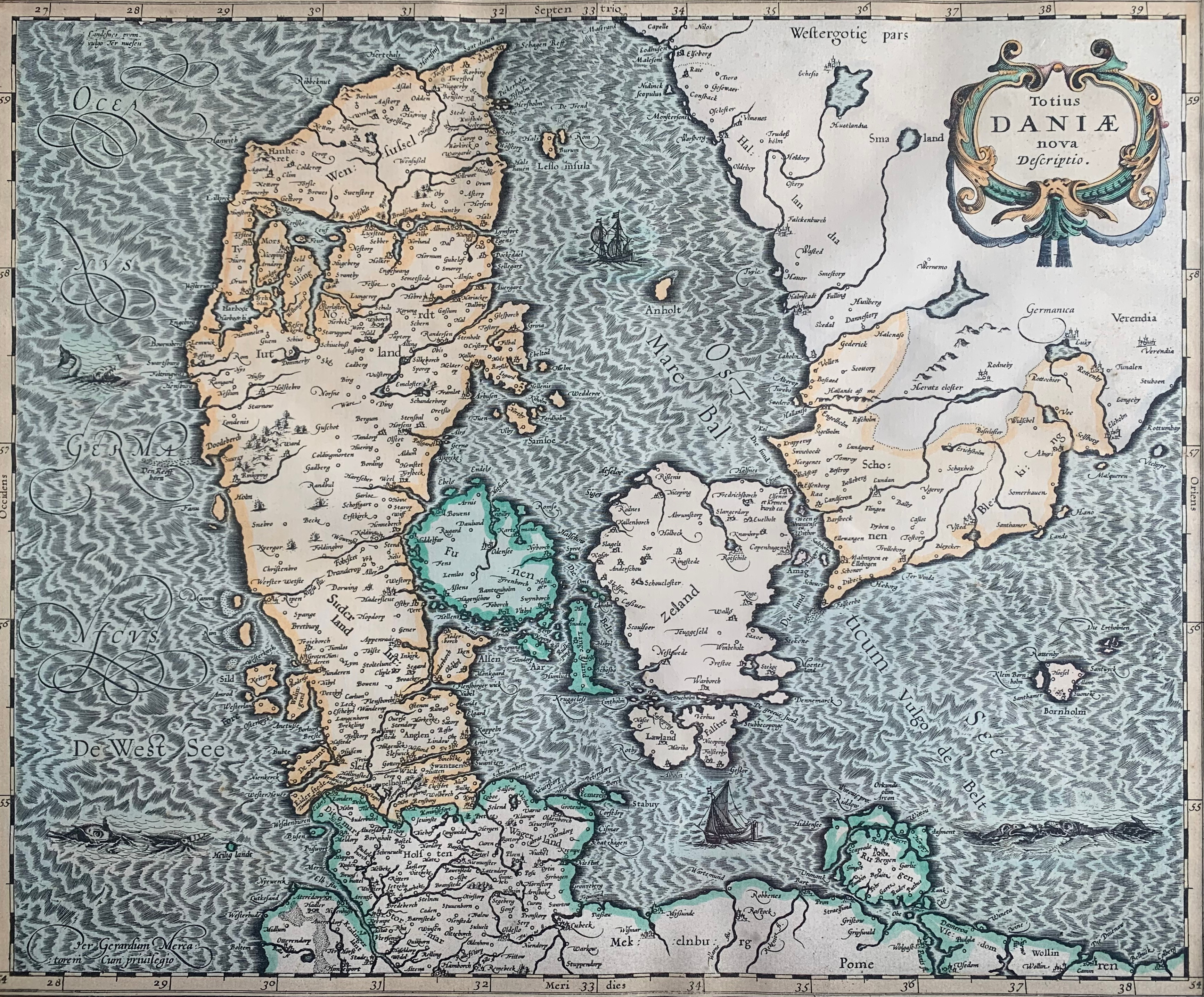
Дания XVII век